# Herman Winick

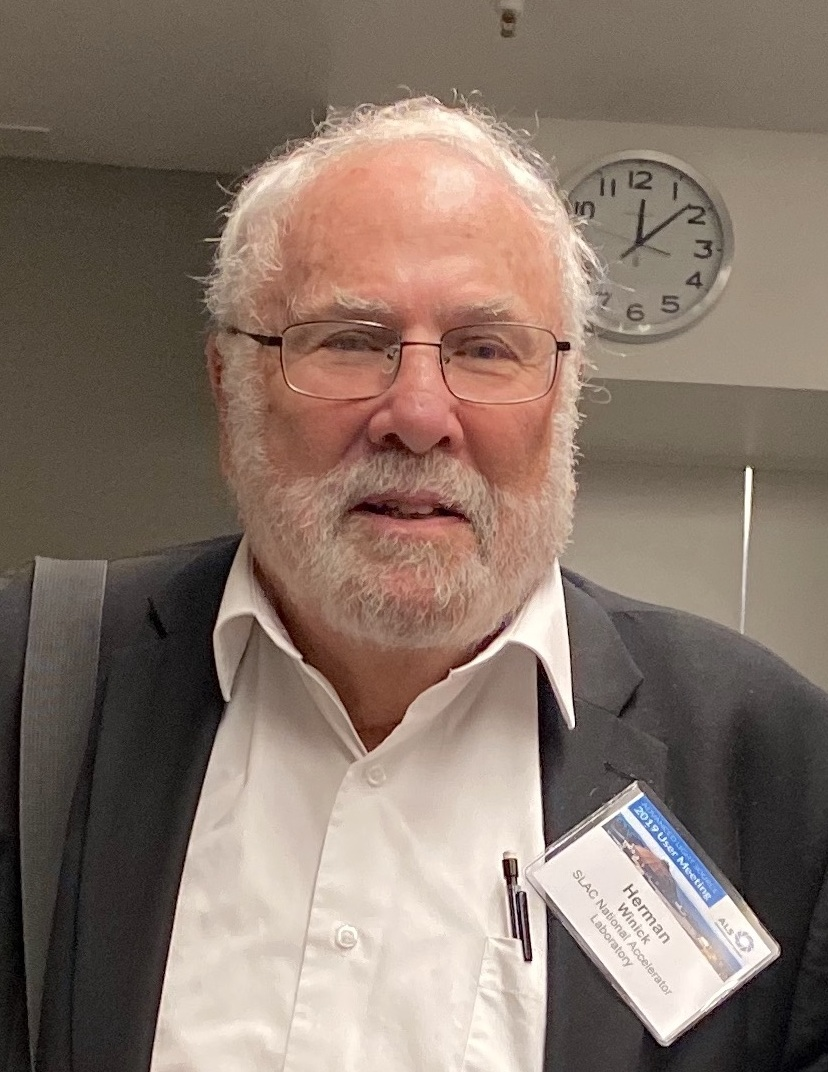
Herman Winick

Herman Winick (* 1932 in New York City)  ist ein US-amerikanischer Physiker, der sich mit Teilchenbeschleunigern beschäftigt.
Winick studierte an der Columbia University, wo er 1953 seinen Bachelorabschluss in Physik machte und 1957 promoviert wurde. Als Post-Doktorand war er bis 1959 an der University of Rochester. Danach ging er zum Cambridge Electron Accelerator von Harvard University und Massachusetts Institute of Technology, wo er stellvertretender Direktor und operativer Leiter (Head of Operations) wurde. 1973 wurde er Senior Research Associate und dann Professor an der Stanford University und am SLAC, wo er am Stanford Synchrotron Radiation Laboratory wirkte (wo er den Beschleuniger entwarf), 1973  bis 1996 als Deputy Associate Director. 1998 ging er in den Ruhestand, blieb aber weiter in der Forschung aktiv.
Winick ist ein international anerkannter führender Wissenschaftler für Synchrotronstrahlungsquellen, speziell Wiggler und andere Undulatoren, Freie-Elektronen-Laser und Elektronenquellen hoher Intensität. Er beriet weltweit zahlreiche Laboratorien auf diesem Gebiet und spielte zum Beispiel eine wichtige Rolle im SESAME Projekt, das er 1997 mit anderen vorschlug. Von ihm stammen die Entwürfe (ab 1992) für die Linac Coherent Light Source (LCLS) am SLAC, die 2009 in Betrieb ging.
Er ist Fellow der American Physical Society (APS) und der American Association for the Advancement of Science. 1986 erhielt er den Humboldt Senior Scientist Award. 2000 erhielt er den US Department of Energy Distinguished Associate Award und 1995 den Preis der US Particle Accelerator School.
Winick war über Jahrzehnte für die Rechte von Dissidenten in der Sowjetunion (wie Andrei Sacharow) und in China (seit den 1970er Jahren) aktiv. 2005 erhielt er den Heinz Pagels Award for Human Rights der New York Academy of Sciences. 1989 bis 1993 war er Mitglied eines Komitees der American Physical Society für die Unterstützung verfolgter Wissenschaftler (CIFS) und 1992 dessen Vorsitzender. 2010 erhielt er den Andrei Sakharov Prize der APS.